# Can Pueyo
Can Pueyo (popularment, però ja obsolet, Can Poio) és una casa senyorial situada al carrer homònim de Palma. Fou la casa pairal de la família Pueyo, marquesos de Campofranco, fins que fou venuda el segle xxi. Del 2020 ençà gaudeix de la condició de Bé d'Interès Cultural.

## Descripció
Can Pueyo reuneix totes les característiques dels grans casals senyorials mallorquins (dites cases majors): volum tripartit en planta baixa (amb altells que conformen estudis), planta noble i porxo, estructurat entorn d'un gran pati semipúblic que dona accés als espais i que constitueix la part més monumental de la casa, atès que la façana és de factura molt simple i només imposa per les seves dimensions. En el cas de Can Pueyo, la monumentalitat més que al pati es reuneix al jardí posterior, anomenat l'Hort del Sol, que antigament limitava amb la Rambla i el Teatre. Destaca particularment la façana interior que mira al jardí, un dels millors exemples del barroc classicista mallorquí.
La part de més valor històric i patrimonial, no obstant això, no ateny tant a l'edifici en si com en els seus béns mobles i la decoració de les sales. Mentre que els estudis de la planta baixa i el porxo tenien funcions de gestió més quotidiana, responent a la tipologia de les cases majors mallorquines, la planta noble era la part monumental, principalment les sales que corresponien a les visites. A Can Pueyo aquests espais s'han conservat excepcionalment fidels a la fesomia que tenien el segle xviii: la sala de la xemeneia, la de l'alcova, la capella, la del tocador, i particularment la biblioteca, entre d'altres. A diferència de Can Vivot, però, on aquests espais responen a una mateixa reforma i preserven una unitat estilística, a Can Pueyo el conjunt no és homogeni, ans mostra el procés gradual d'adquisició del mobiliari i la decoració al llarg de la seva història. Destaquen particularment uns tapissos flamencs del segle xvii signats per Raes, col·leccions de ceràmica i vidre, pintures d'autors com Guillem Mesquida, Veronese i Murillo, peces de mobiliari luxós com ara canteranos italians, cornucòpies, làmpades venecianes i llits, algunes de les quals de l'Adrià. La joia de la corona és el Cap d'August velat, que fou comprat per l'estat el 2021 i és exposat al Museu de Mallorca.

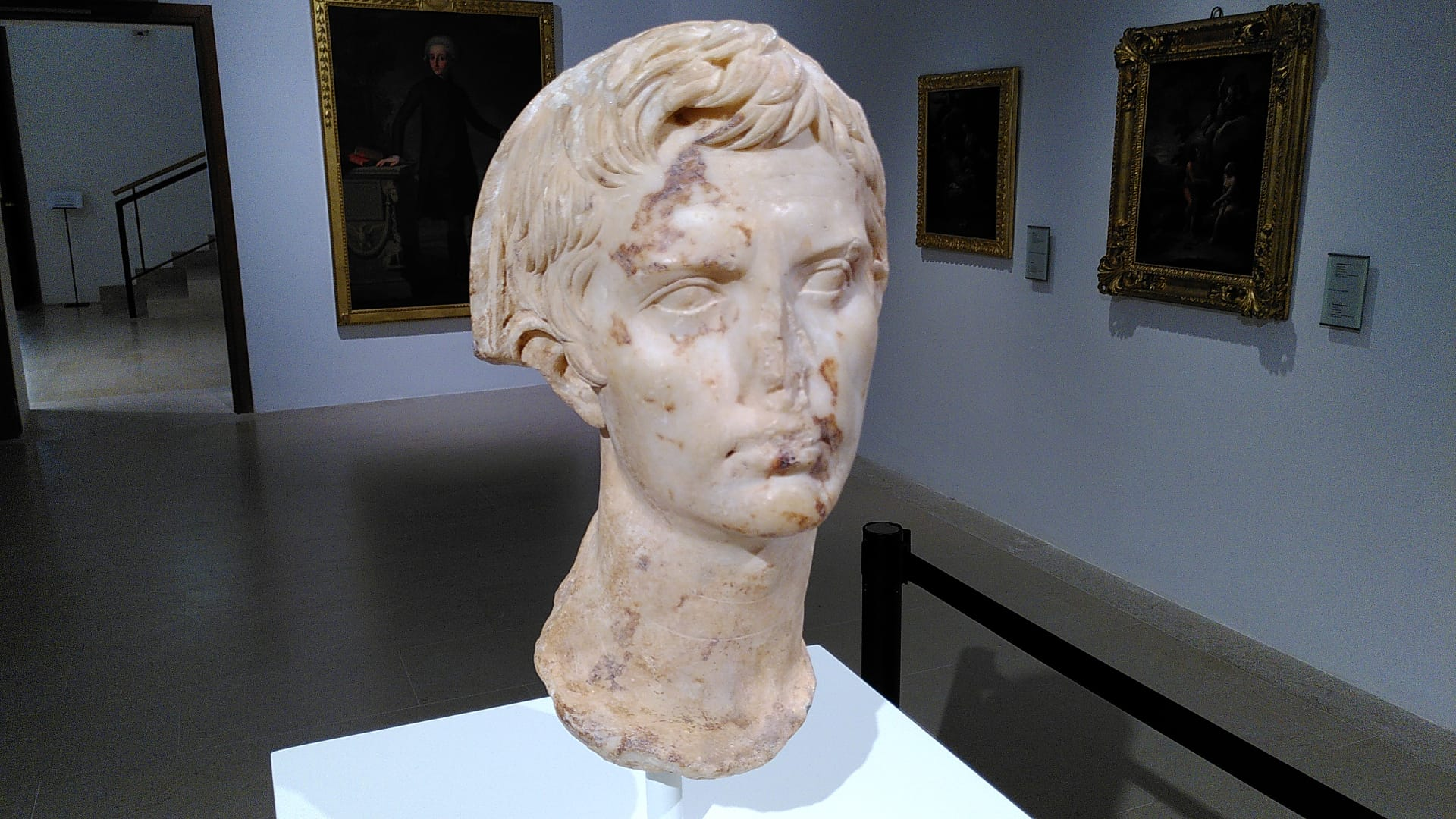
El Cap d'August velat, localitzat a la biblioteca de Can Pueyo fins al 2022.

### La biblioteca
Can Pueyo destaca, a més, per tenir una de les biblioteques particulars més importants de Mallorca. Es tracta, naturalment, de la biblioteca particular de la Casa de Pueyo, els marquesos de Campofranco, arribats el segle xvii a Mallorca. La gran magnitud de la biblioteca, més enllà de contenir l'arxiu familiar, es deu a Josep de Pueyo i Pueyo (1733-1785), tercer marquès de Campofranco, personatge de gran erudició i que compilà una gran col·lecció de llibres. Però la principal aportació es deu a la donació del seu amic Bonaventura Serra i Ferragut, jurista de professió i gran erudit que treballà totes les branques del saber; en conseqüència, una figura remarcable de la Il·lustració mallorquina.

## Història
La casa actual és el resultat de nombroses modificacions i ampliacions que feren els Pueyo sobre l'antiga casa dels Sunyer, que heretaren els Pueyo per mitjà d'enllaços matrimonials. Tot i així, no es pot parlar d'obra nova atès que es conserven elements de la casa dels Sunyer, com ara el seu escut a les columnes del pati. La principal reforma que convertí la casa en una de les més importants de la ciutat es deu a Antoni de Pueyo i Dameto, que culminà l'ascens social familiar rebent el títol de marquès de Campofranco el 1718 per la seva col·laboració amb Felip V durant la Guerra de Successió. El seu fill i successor Nicolau de Pueyo i Rossinyol (1699-1775) segurament és el responsable de la decoració dels interiors, juntament amb el seu fill Josep de Pueyo i Pueyo. La façana del jardí segueix el gust barroc del segle xviii, mentre que la façana que mira al carrer deu el seu aspecte a una reforma del segle xix, com també l'escala del pati.
Al llarg de tot el segle xx, la casa va mantenir el seu caràcter intacte. Després de la mort de Joan Rotten i Sureda el 2011, la seva neboda i hereva Almudena de Padura i Espanya posà la casa a la venda, la qual comportà una sèrie de conflictes amb les institucions, principalment pel valor històric del patrimoni moble de la casa: sobretot, la biblioteca i el cap d'August velat, el qual gaudia de la condició de Bé d'Interès Cultural. Per por que fossin un obstacle per l'agilitat de la venda, la propietat impedí als tècnics de patrimoni d'entrar a la casa i inventariar-ne els béns, car els mateixos potencials compradors exigien de rebre la casa buida. La part venedora i la compradora asseguraven que la rehabilitació seria respectuosa amb el patrimoni de la casa (segons el projecte, l'antiga propietària Almudena de Padura s'hauria reservat la propietat de la planta noble del casal, on es conservava tot el patrimoni moble de la casa, mentre que la resta seria convertit en habitatges de luxe). En qualsevol cas, pel temor que els béns fossin venuts i es dispersassin, i s'emprengué el procediment per declarar l'edifici BIC, una categoria que el Consell admetia que hauria d'haver rebut anys abans. Finalment, el 2020 el Consell culminà la declaració com a BIC de Can Pueyo, però l'informe sobre els seus béns mobles no es pogué fer degudament atès que només hi havia una petita part de la col·lecció (segons la propietat, les havien hagut de traslladar per les obres), i s'hagué de fer a partir de publicacions anteriors. La intenció del Consell és de denunciar la propietat per l'aparent desaparició dels béns de Can Pueyo, una vegada ja gaudeixen de la protecció de BIC.